# Alpes Marítimos e Pré-Alpes de Nice

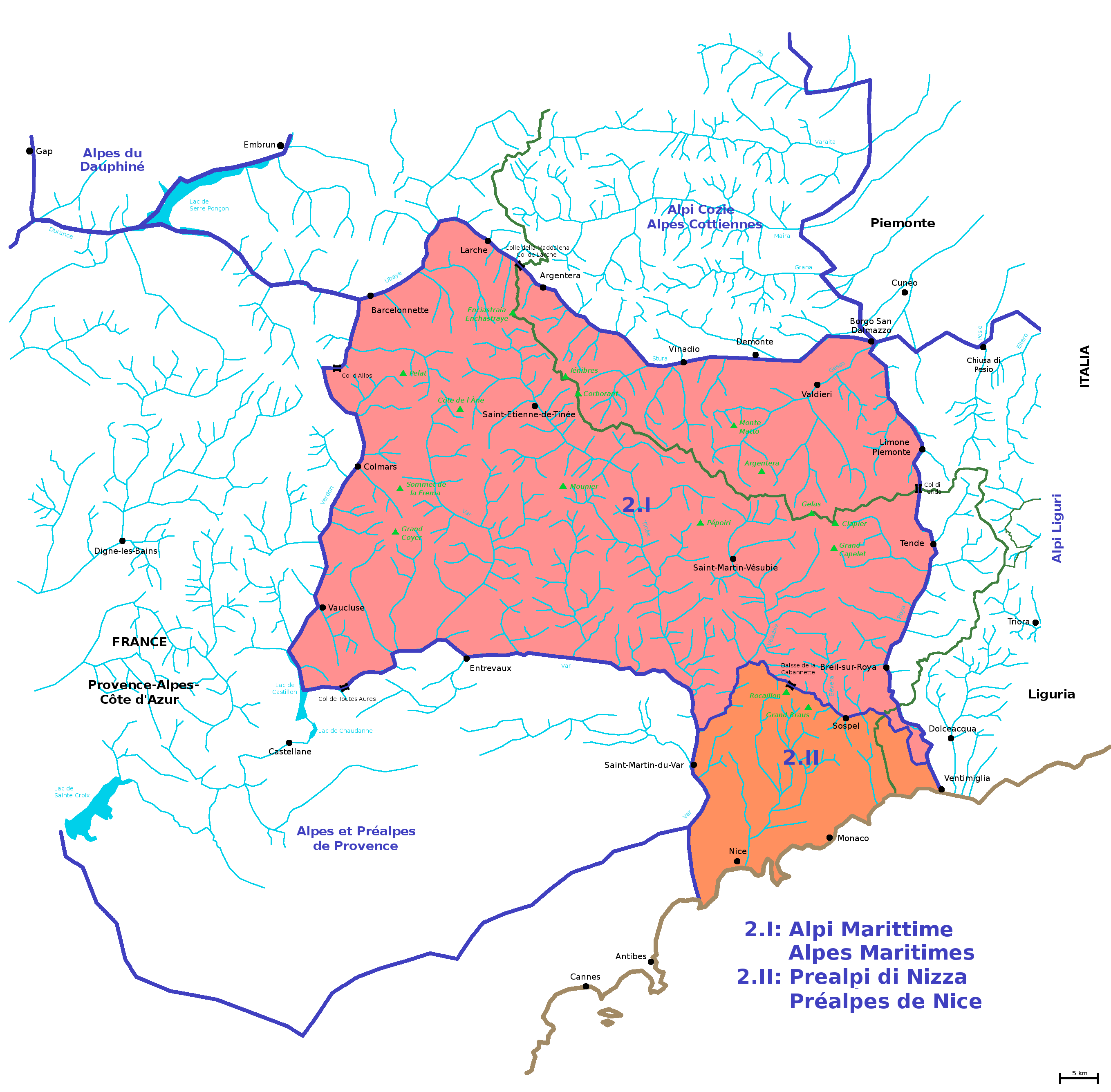
Os Alpes Marítimos e Pré-Alpes de Nice com os Alpes Marítimos (2.I) e os Pré-Alpes de Nice (2.II)

Os Alpes Marítimos e Pré-Alpes de Nice (em italiano:  Alpi Marittime e Prealpi di Nizza) é uma secção alpina tal como a define a italiana SOIUSA.

## SOIUSA
A Subdivisão Orográfica Internacional Unificada do Sistema Alpino (SOIUSA) criada em 2005, dividiu os Alpes em duas grandes partes:Alpes Ocidentais e Alpes Orientais, separados pela linha formada pelo  Rio Reno - Passo de Spluga - Lago de Como - Lago de Lecco.
As Cordilheira dos Alpes Marítimos, e os Pré-Alpes de Nice formam os Alpes Marítimos e Pré-Alpes de Nice.

### Classificação  SOIUSA
Segundo a SOIUSA este acidente orográfico  é uma Secção alpina  com a seguinte classificação:
- Parte = Alpes Ocidentais
- Grande sector alpino = Alpes Ocidentais-Sul
- Secção alpina = Alpes Marítimos e Pré-Alpes de Nice
- Código = I/A-2

## Divisão tradicional
Na divisão tradicional corresponde à reunião da  Cordilheira dos Alpes Marítimos e dos Pré-Alpes de Nice.